# José William Aranguren
José William Aranguren (Rovira, Tolima, 5 de marzo de 1935-Junín, Municipio de Venadillo, 17 de marzo de 1964), conocido también como Desquite, Capitán Desquite y Capitán Venganza fue un criminal, bandolero, agresor sexual y asesino en serie colombiano. Es conocido por haber desatado una oleada de emboscadas, secuestros y asesinatos selectivos durante y después de la década de 1950, fecha en la que se cree empezó su accionar delictivo después de emboscar un camión de una compañía de tabacos con otros compañeros de una banda que integraban.
Se le responsabilizó directamente por el asesinato de 39 personas en la vereda La Italia, (Victoria, Caldas). Sin embargo, cometió muchos otros asesinatos que quedaron registrados en diarios, periódicos y revistas de aquella época. Su modus operandi consistía en realizar emboscadas en veredas, fincas, haciendas y carreteras donde secuestraba y asesinaba a funcionarios de la fuerza pública como miembros del Ejército Nacional, de la Policía Nacional, civiles, campesinos e incluso menores de edad. También agredía sexualmente a mujeres y cometía hurtos en todos los lugares donde accedía.
La muerte de su padre y hermano, junto con el sufrimiento que le produjo el despojo de sus bienes, hizo que fuese conocido como un personaje violento que asesinaba selectivamente, según sus propias confesiones: «Empuñé las armas a causa del asesinato de mis padres». Para el periodista Gonzalo Arango, Aranguren fue «un asesino que mataba por matar».
El gobierno nacional llegó a ofrecer una recompensa de hasta $ 100 000 pesos por su captura, una suma alta para aquella época donde también se pagaron recompensas a otros criminales y miembros de guerrillas.

## Crímenes y asesinatos
Se cree que la primera actividad delictiva de Aranguren fue en 1956, después de emboscar un camión de una industria tabaquera llamada Compañía Colombiana de Tabaco. El final de la emboscada terminó con los 4 tripulantes asesinados, además se llevaron un dinero. A raíz de este hecho fue condenado a 23 años de prisión y posteriormente encarcelado en la Penitenciaría Central de La Picota, donde finalmente se fugó un año después.
Una vez fugado, Aranguren organizó una banda criminal a comienzos de la década de 1960. Para mediados de 1961 ejecutó un asalto en el municipio de Venadillo, en aquella ocasión asesinó a 2 campesinos en una finca. En ese mismo año, en el mes de abril, continuó con su andar delictivo; en esta ocasión, asaltó una nueva hacienda llamada La Argentina y asesinó a 20 campesinos. La noticia generó gran consternación en aquella época, tanto así que este suceso fue considerado como una verdadera masacre en contra de la población de campesinos. Para mediados del mes de marzo de 1961 cometió una vez más un asalto en una hacienda muy cerca del municipio de Pulí (Cundinamarca) y donde también asesinó a otros 7 campesinos. El último ataque perpetrado ese mismo año se produjo un 4 de diciembre y donde perecieron 4 campesinos más.
Las noticias sobre Aranguren no se hicieron esperar y en abril de 1962 asesinó a varios miembros de la fuerza pública, en este caso, a un suboficial y 4 soldados del ejército; el ataque contó con la participación de otros grupos delincuenciales que se unieron en la emboscada. Para mitad de año volvió a asesinar a una finquero en la jurisdicción del Líbano (Tolima), en esta ocasión lo decapitó. El último ataque perpetrado en ese año lo cometió en diciembre, después de enfrentar y hostigar un puesto de control de la Policía Nacional, en aquella ocasión se cobró la vida de 4 carabineros adscritos a la jurisdicción de Mariquita (Tolima).
A medida que pasaba el tiempo y se cometían los crímenes, el modo de actuar de Aranguren también cambiaba. El 22 de enero de 1963 irrumpió una vez más en una hacienda llamada Calmonte, donde secuestró a 2 menores de edad. Ya en poder, exigió a sus familiares una recompensa de $ 5000 pesos que finalmente fue cancelada, sin embargo, Aranguren finalmente los decapitó. El 13 de febrero del mismo año emboscó un bus donde se transportaban varias personas, finalmente el saldo de aquel crimen fue una persona asesinada, una mujer violada, 5 personas heridas y 3 más secuestradas, estas últimas, con paradero desconocido. Solo 5 días después volvió a atacar, esta vez a 4 finqueros en el municipio de Honda que fueron asaltados y decapitados. El 5 de agosto del mismo año volvió a emboscar y asaltar un bus, un camión y dos volquetas que transitaban sobre la ruta Victoria – Marquetalia, este hecho dejó como consecuencia 39 personas asesinadas y decapitadas, además del robo de $ 250 000 pesos. El 2 de septiembre perpetró otros asesinatos en una vereda conocida como Las Damas, en aquella ocasión mató a otros 9 campesinos. Finalmente, en el mes de diciembre de ese año, Aranguren asesinó a otras 8 personas: 3 adultos y 5 menores de edad.
A comienzos de 1964, Aranguren se enfrentó a una patrulla del Ejército Nacional, esta vez acabó con la vida de un soldado. El último dato oficial que se tuvo de un crimen ocurrió el 12 de marzo de 1964 en una finca conocida como El Volcán. El dato que se tiene es que Aranguren secuestró a un menor de edad, después de esto lo mató de una forma cruel al atravesarle el corazón con un cuchillo, posteriormente lo desmembró en 8 pedazos y lo enterró en una fosa común.

## Muerte
Aranguren fue localizado en un finca ubicada en la vereda Rosacruz, municipio de Venadillo (Tolima), el 17 de marzo de 1964. La información que permitió su ubicación se dio gracias a que una persona no identificada ofreció información a los comandos del Ejército Nacional y las autoridades policiales; una vez localizado, las autoridades se dispusieron a entrar a la finca donde efectivamente comprobaron que estaba refugiado.
Las autoridades de aquella época encabezadas por los soldados del Ejército Nacional, le increparon fuertemente y advirtieron que su reinado de asesinatos y crímenes estaba por terminar y que no tendría ningún tipo de posibilidades de ser capturado o de escapar. Los soldados finalmente lo mataron «como se extermina un animal peligroso», sin contemplaciones y sin remordimientos. Después de esto, todo los soldados procedieron a lanzar en reiteradas ocasiones granadas de mano en la finca, con el fin de concluir la operación y de acabar con cualquier otra persona que se encontrara refugiada en dicha zona.  Los soldados y las autoridades policiales fueron rescatados por un helicóptero durante los siguientes días, también transportaron el cadáver de Aranguren.
Según las investigaciones de aquella época, Aranguren no estaba solo en la finca contrario a lo que se cree. Se sabe que otros 3 sujetos se encontraban con él al momento de la operación, ellos eran: Alfonso Parra, conocido con el alias de «Pata de Chivo», Gustavo Ávila alias «Veneno» y Alberto López alias «Peligro». También se sabe que estaban armados. Aranguren llevaba consigo un fusil siete milímetros con 96 cartuchos y un revólver calibre 38 largo con 7 cartuchos; Gustavo Ávila también con un fusil con 50 cartuchos; Alfonso Parra contaba con una Carabina Cristóbal Kiraly M.2. con 423 municiones y Alberto López con un fusil modelo 1940 con 110 cartuchos y una granada de fragmentación de origen americano.